# Estando contigo (programa de televisión)
Estando contigo es un programa de televisión emitido por CMM TV de lunes a viernes, en horario matinal de 12:15 a 14:00.

## El programa
Estando contigo es un programa de actualidad y entretenimiento, dirigido por Vicente Serrano y presentado por Julia Rubio y Alfonso Hevia, donde se aborda la información diaria desde un estilo fresco y dinámico. El programa estuvo precedido por un magazín con el mismo formato, Castilla-La Mancha en el corazón, que estuvo en antena desde el 30 de septiembre de 2013 hasta el 26 de febrero de 2016.
El programa, emitido en directo desde el Estudio 2 de los estudios centrales de Castilla-La Mancha Media en Toledo, tiene diversas secciones: entrevistas, actualidad, actuaciones musicales, meteorología, consejos de salud y bienestar, cocina y crónica social. A diferencia de otros magazines, Estando contigo invita al espectador a través de un número de teléfono a que participe en el programa para dar su opinión sobre los temas que se tratan. 
Algunas de las secciones del programa son semanales como jardinería, acupuntura, actividad física o estrenos de cine. 
- Jardinería: Ángel Agudo.
- Acupuntura: Juan José Sánchez.
- Salud: Dr. David Mariscal.
- Actividad física: Diego Privado.
- Estrenos de cine: Vicente Serrano.
- La entrevista: Julia Rubio y Alfonso Hevia.
- Cocina: Javi Chozas.
- Mesa de actualidad: Ángeles Villacastín, Ernesto Segura, Eduardo Horcajada o Mario Díaz.
- Crónica social: Mónica Vergara, Paloma Barrientos, Saúl Ortiz o Jesús Manuel Ruiz.

Desde el 13 de marzo de 2017, el programa adelanta su horario 20 minutos, comenzando a las 12:00 de la mañana.

## Equipo técnico
Estando contigo es un programa de producción propia de Castilla-La Mancha Televisión, realizado por los servicios informativos del canal.
Dirección: Vicente Serrano.
Producción: Alicia Muñoz.
Realización: Amalia Córdoba.
Presentadores: Julia Rubio y Alfonso Hevia.
Redacción: Julia Carrilero, Nuria Morillo y David López del Moral.

## Audiencia
El programa comenzó con datos discretos de audiencia, pero con el paso de los meses se ha ido posicionando como uno de los programas con más audiencia del daytime de CMM TV con una media que se mueve entre el 7% y 12% de cuota de pantalla.
La sección de crónica social es la más seguida por los espectadores con picos de audiencia que han llegado a superar el 20% de share. El lunes 22 de octubre de 2018, el magazine alcanzó su cuota más elevada hasta el momento (21,2%) y un total de 45.000 espectadores, posicionándose como líder de su franja.